# Chrysosoma nigricoxatum
Chrysosoma nigricoxatum är en tvåvingeart som beskrevs av Günther Enderlein 1912. Chrysosoma nigricoxatum ingår i släktet Chrysosoma och familjen styltflugor. Inga underarter finns listade i Catalogue of Life.